# Tony Van Os
Tony Van Os, né à Anvers le 21 juin 1886 et mort à Tamise, le 5 septembre 1945, est un peintre, dessinateur et illustrateur belge.
Son champ pictural couvre essentiellement les paysages, les portraits et les sujets religieux. Il expose au Salon de Bruxelles de 1914. Ses œuvres sont notamment conservées au Musée royal des Beaux-Arts d'Anvers.

## Biographie

### Famille
Tony (Franciscus Antonius Aloysius) Van Os, né à Anvers le 21 juin 1886, est le septième des neuf enfants de Napolitaan (Joannes Baptista Napolitanus Josephus) Van Os (1847-1911), imprimeur et fondateur du quotidien Gazet van Antwerpen, et de Marie Thérèse Lucia De Wolf (1848-1932). Le 21 juin 1912, il épouse à Tamise Elisa Van Hoeymissen (1887-1963). Le couple s'installe à Tamise en 1919 et a trois enfants.

### Formation
Après ses études secondaires au Sint-Jan-Berchmanscollege à Anvers, Tony Van Os est étudiant à l'Académie royale des beaux-arts d'Anvers, puis à l'Institut supérieur des beaux-arts de la même ville, où il bénéficie de l'enseignement de Franz Courtens et d'Eugène Laermans. Jeune artiste, il visite les villages au bord de l'Escaut, avant d'étudier les maîtres anciens aux Pays-Bas. De retour en Belgique, il peint à Termonde, Mariekerke, Bornem et à Weert, où il cohabite avec les peintres Herman Broeckaert et Pieter Gorus. Il apprend à connaître les gens humbles et leurs maisons basses, sujets pittoresques,.

### Carrière
Sa première exposition, en 1909, à la salle Boute à Bruxelles reçoit d'excellentes critiques. Le public est séduit par la sensibilité et l'atmosphère féerique qu'il évoque autour du paysage de l'Escaut dans ses œuvres. Un an plus tard, en 1910, il obtient le second Prix Godecharle, grâce à sa peinture d'histoire intitulée Piéta.
Tony Van Os envoie deux toiles au Salon de Bruxelles de 1914 : Hiver et Portrait de ma femme. 
Il est l'un des douze membres du cercle artistique catholique anversois Le Pèlerin, actif de 1924 à 1931. Le 5 septembre 1945, Tony Van Os meurt, à l'âge de 59 ans, à Tamise.

## Œuvre

### Caractéristiques

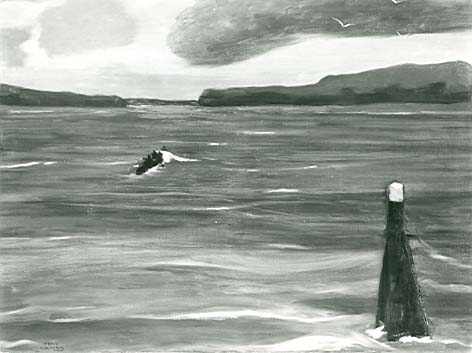
Vue de l'Escaut, Collection Vlaamse Gemeenschap.

Son champ pictural couvre essentiellement les paysages, les portraits et les sujets religieux.
Son talent de portraitiste lui permet d'immortaliser des personnalités, mais aussi ses proches et des figures populaires. Il intègre de nombreux personnages dans ses chemins de croix. Des villageois viennent poser dans son atelier. 
Lorsqu'il expose au salon du cercle Als ik Kan en 1926, le critique René Sancy écrit dans Le Matin : « M. Tony Van Os est toujours le visionnaire un peu mélancolique et de sensibilité aiguë que ses premiers travaux ont révélé. Il nous redit ici, dans un style qui est le sien, grave, recueilli et dépouillé parfois jusqu'à la froideur, la majesté de l'Escaut. Le voici Sous la neige et le voici Au crépuscule et c'est chaque fois un noble et sobre accord de tons plats, choisis de préférence dans les gris et les verts acides. La composition domine tout et la réalisation est toujours d'une distinction parfaite. »
Le style de Tony Van Os offre des contrastes dans ses différentes compositions : dans Palais vénitien, exposé en 1930 au cercle Als ik Kan, sous le chatoyant bariolage de sa patine sacrée semble quelque temple de beauté surgi dans les splendeurs d'un rêve fastueux.

### Collection muséale
- Musée royal des Beaux-Arts d'Anvers : Vieux fermier (s.d.), huile sur toile, format 98,5 × 58 cm, inventaire no 2359[10].